# لويس كوفمان
لويس كوفمان (بالإنجليزية: Louis Kauffman) هو رياضياتي وأستاذ جامعي أمريكي، ولد في 3 فبراير 1945 في قرية بوتسدام في الولايات المتحدة.